# Loch Lundie (sjö i Storbritannien, lat 57,48, long -5,66)
Loch Lundie är en sjö i Storbritannien.   Den ligger i kommunen Highland och riksdelen Skottland, i den nordvästra delen av landet, 700 km nordväst om huvudstaden London. Loch Lundie ligger 224 meter över havet. Arean är 1,1 kvadratkilometer. Trakten runt Loch Lundie består i huvudsak av gräsmarker. Den sträcker sig 2,2 kilometer i nord-sydlig riktning, och 2,1 kilometer i öst-västlig riktning.